# Всехсвятское благочиние

Всехсвя́тское благочи́ние (Всехсвятский благочиннический округ) — благочиние Московской епархии Русской православной церкви, объединяющее храмы и приходы в районах Аэропорт, Беговой, Войковский, Коптево, Савёловский, Сокол, Тимирязевский и Хорошёвский Северного административного округа города Москвы. Своё название благочиние получило от бывшего села Всехсвятского, находившегося на месте современных районов Аэропорт и Сокол.
Благочинный округа — протоиерей Сергей Дикий, настоятель храма Георгия Победоносца в Коптеве.
27 декабря 2011 года из состава Всехсвятского было выделено Знаменское благочиние, в которое вошли приходы в районах Бескудниковский, Восточное Дегунино, Головинский, Дмитровский, Западное Дегунино, Левобережный, Молжаниновский и Ховрино.

## Храмы благочиния

### Действующие
| Название | Период возведения | Краткое описание | Изображение | Адрес                                  |
| Храм Всех Святых во Всехсвятском | 1733—1736         | Построен в 1733—1736 годах по инициативе имеретинской царевны Дарьи Арчиловны. Относится к стилю барокко. Состоит из четверика, трапезной и колокольни. Главный престол — в честь праздника День всех святых. Боковые приделы — в честь иконы Божией Матери «Всех Скорбящих Радость» и в честь праведных Симеона Богоприимца и Анны Пророчицы. |             | Ленинградский проспект, 73             |
| Храм Благовещения Пресвятой Богородицы в Петровском парке | 1844—1847         | Построен по проекту архитектора Ф. Рихтера на средства и по инициативе А. Д. Нарышкиной. Закрыт предположительно в 1934 году. Возвращён Русской православной церкви в 1991 году. Престолы: Благовещения Пресвятой Богородицы (верхний храм), центральный — во имя Боголюбской иконы Божией Матери, северный (левый) — святых праведных Симеона Богоприимца и Анны Пророчицы, южный (правый) — святых преподобных Ксенофонта и Марии и чад их Иоанна и Аркадия. |             | Красноармейская улица, 2 стр. 2Г       |
| Храм Георгия Победоносца в Коптеве | 1997—1998         | Деревянная церковь с пятью шатрами и колоколенкой над притвором. Построена по проекту архитектора В. В. Иванова. Основной престол — во имя Георгия Победоносца. Приставной престол — в честь иконы Божией Матери «Помощница в родах». Крестильный храм в честь святых мучеников 14000 младенцев, Иродом убиенных. При храме действует несколько организаций, работающих с прихожанами. |             | Большая Академическая улица, 33        |
| Храм иконы Божией Матери «Отрада и Утешение» на Ходынском поле (также — «Храм-памятник Русской Скорби»)                                                                                            | 1907—1909         | Пятиглавый храм, построен в память о московском генерал-губернаторе великом князе Сергее Александровиче Романове по проекту архитектора В. Адамовича. В храме находились уникальный мраморный 2-ярусный иконостас с золотой отделкой и плащаница, вышитая шелками и золотом по рисунку В. М. Васнецова, и икона «Тайная вечеря» его работы. В 1922 году был закрыт, все пять глав храма снесены, звонница разрушена. В 1991 году был возвращён верующим. Главный престол — в честь иконы Божией Матери «Отрада и Утешение». |             | Улица Поликарпова, 16                  |
| Храм святых бессребренников Космы и Дамиана при Солдатенковской, ныне Боткинской больнице, приписной к храму «Отрада и Утешение» (Ватопедской) иконы Божией Матери на Ходынском поле города Москвы | 1908—1914         | В верхнем ярусе церковной части здания был сооружен храм, способный вместить до 300 человек молящихся. Внизу, т.е. значительно ниже пола основного храма, были пристроены два небольших придела — часовни для отпевания усопших. В северном приделе совершалось отпевание незаразных больных, в южном приделе заразных. К часовне южного придела примыкало отдельное помещение для родственников, которые присутствовали при отпевании усопших заразных больных. Храм освящен 31 декабря 1911 г., приходская община не существовала, на службах присутствовали только больные и медицинский персонал. В 1921 г. храм был закрыт, кресты сняты, пробиты окна для дополнительного света, поставлено междуэтажное перекрытие. Долгое время здесь располагались кабинеты лаборатории морга. При храме до его закрытия существовала община сестёр милосердия. В 1992 году завершилось строительство нового патологоанатомического корпуса больницы и здание было освобождено. В 1993 г. вышло постановление правительства о передаче церкви Московской епархии, однако только в 1997 г. больница передала церковной общине пустующее здание храма. |             | 2-й Боткинский проезд, 5с27            |
| Храм Святого Митрофана Воронежского, с домовым храмом преподобномученицы великой княгини Елисаветы Феодоровны                                                                                      | 1894—1895         | Православный храм в районе Савёловский города Москвы. Единственный придел храма освящён в честь Митрофана Воронежского. Построен в 1894—1895 при Елизаветинском приюте для сирот на средства купца Митрофана Грачёва. Закрыт в 1935 году. В 1990 году вновь передан верующим. |             | 2-я Хуторская улица, 40                |
| Храм Святителя Николая у Соломенной сторожки | 1996—1997         | Деревянный шатровый храм был построен в 1916 году в неорусском стиле по проекту архитектора Фёдора Шехтеля как первый в России храм-памятник Первой мировой войны. В 1935 году был закрыт, шатёр и колокольня сломаны. К 1960 году окончательно разрушен. Восстановлен в 1996—1967 годах архитектором А. В. Бормотовым с использованием сохранившихся чертежей. Главный престол — в честь Святителя Николая. В 2000 году освящён придел Людмилы Чешской — единственный в Москве. |             | Ивановская улица, 3                    |
| Храм Святых Царственных Страстотерпцев | 2012—2015         | |             | 6-й Новоподмосковный переулок, 7       |
| Храм Троицы Живоначальной при бывшей Черкасской богадельне | 1857—1858         | Построен княгиней Надеждой Алексеевной Черкасской как домовый храм при богадельне.. В 1886—1888 годах по проекту архитектора Н. А. Воскресенского пристроен придел Святителя Николая. |             | Ленинградский проспект, 16с1           |
| Часовня Спаса Преображения на Братском воинском кладбище | 1998              | Возведена в память о снесённом храме Спаса Преображения на Братском кладбище. Построена в совершенно другом архитектурном стиле и расположена вдалеке от месторасположения храма. |             | Московское городское Братское кладбище |

### Строящиеся
- Храмовый комплекс преп. Сергия Радонежского на Ходынском поле и храм-часовня Архангела Гавриила.

Фонд «Поддержки строительства храмов города Москвы» в рамках своей программы «200 храмов Москвы» планирует также строительство следующих модульных храмов:
- Храм в честь святителя Спиридона Тримифунтского — Большая Академическая улица, вл. 33.